# Charles Lang
Charles Lang (Bluff, 27 de março de 1902 — Santa Mônica, 3 de abril de 1998) é um diretor de fotografia estadunidense. Venceu o Oscar de melhor fotografia na edição de 1935 por A Farewell to Arms.